# Powiat Łańcucki
Der Powiat Łańcucki ist ein Powiat (Kreis) in der polnischen Woiwodschaft Karpatenvorland. Der Powiat hat eine Fläche von 452 km², auf der 80.741 Einwohner leben.

## Gemeinden
Der Powiat umfasst sieben Gemeinden, davon eine Stadtgemeinde sowie sechs Landgemeinden.

### Stadtgemeinde
- Łańcut

### Landgemeinde
- Białobrzegi
- Czarna
- Łańcut
- Markowa
- Rakszawa
- Żołynia

## Sehenswürdigkeiten
- Das Familie Ulma Museum der Juden rettenden Polen im 2. Weltkrieg in Markowa[2] ist das erste Museum in Polen, das die Rettung der jüdischen Bevölkerung im besetzten Polen während des Zweiten Weltkriegs gewidmet ist. Das Museumsgebäude und das Interieur  wurde von Mirosław Nizio – bekannt für seine moderne Museumsarchitektur und Design von Expositionen – entworfen.

- Das Schlossmuseum in Łańcut[3] befindet sich in einer der schönsten aristokratischen Residenzen in Polen, Schloss Łańcut. Das Schloss, die Pavillons und landwirtschaftlichen Gebäuden werden von einem historischen pittoresken englischen Park und Landschaftspark umgeben. Die Anlage ist von großer historischer Bedeutung für europäisches und polnisches Kulturerbe.

- Das Töpfereizentrum in Medynia Glogowska[4] zeigt die Töpfereitradition der Region. Es befindet sich in einem historischen Gehöft aus dem 19. Jahrhundert. Hier können Sie Workshops und Vorträge besuchen. Außerdem gibt eine Ausstellung von Keramik und Ton-Skulpturen aus dem frühen 20. Jahrhundert. In dem kleinen Laden im  Töpfereizentrum können Sie Souvenirs und Kunsthandwerk kaufen. Der Töpferei Jahrmarkt, findet jedes Jahr im Juli statt.

- Synagoge Łańcut wurde in 1761 gebaut und ist einer der bedeutendsten sakralen Bauten in Polen. Die Barocke Synagoge wurde finanziert von Stanisław Lubomirski, der Beschützer von den Juden in Łańcut. Die Synagoge liegt an der Chassidischen Route die 30 Orte in der podkarpackie und lubelskie Wojewodschaft mit einander verbindet.

- Ukrainische orthodoxe Kunst im Łańcut[5] Schlossmuseum. Das Museum beherbergt die größte Sammlung von Ikonen in Polen. Die Ausstellung zeigt neben Ikonen, auch Flaggen, Prozession Kreuze, Textil und 300 Bände alten cyrillischen Drucke, worunter der sorgfältig renovierte Apostel (1574) aus der Fedorova Druckerei in Lemberg (Ukraine).

## Partnerschaften
Powiat Łańcucki listet drei Partnerschaften auf:
- Jászapáti (Ungarn), seit 2002
- Stryi Raion (Ukraine)
- Saarpfalz-Kreis (Deutschland), seit 2019

## Gallery

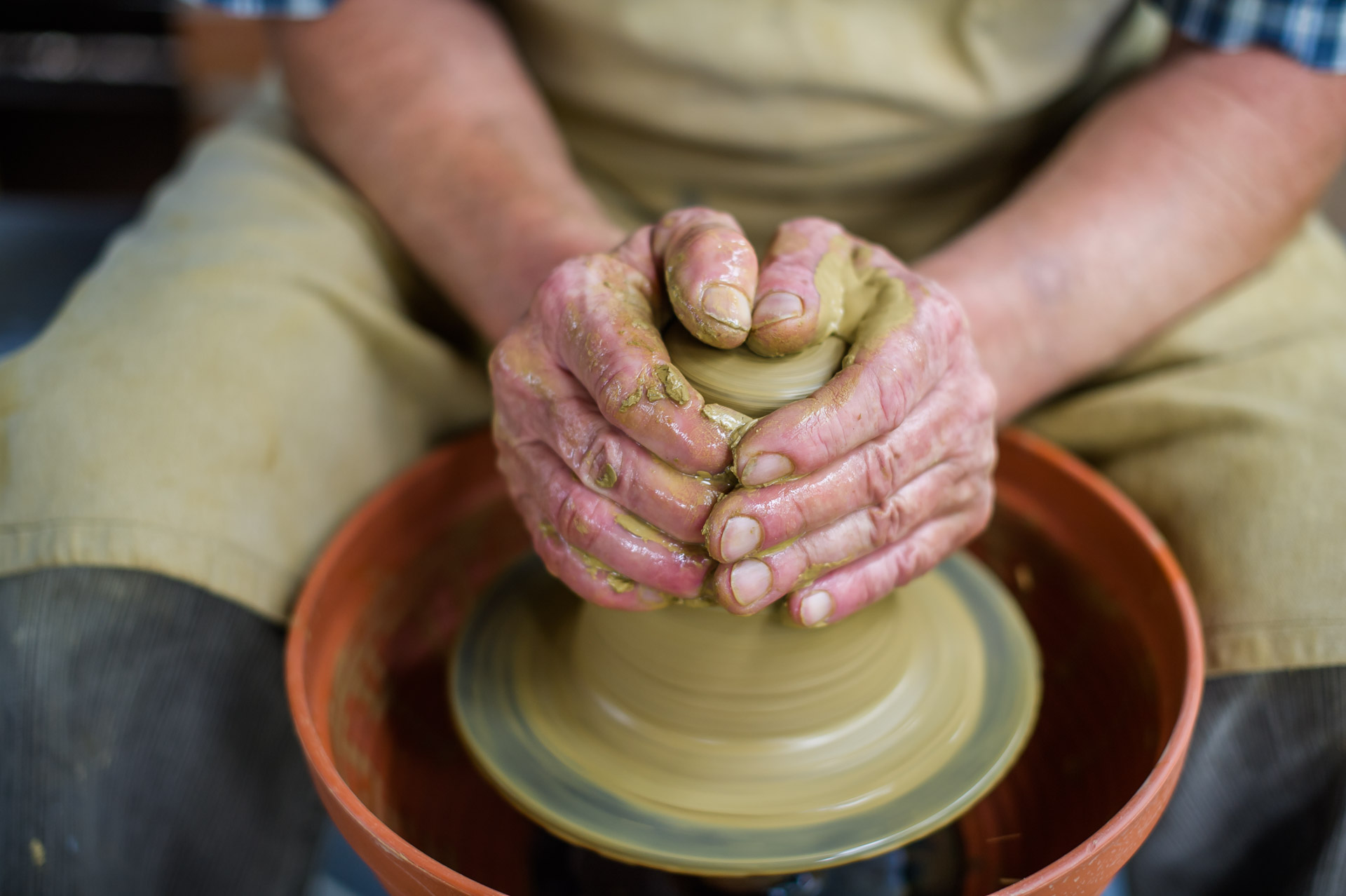
Töpfereizentrum in Medynia Glogowska
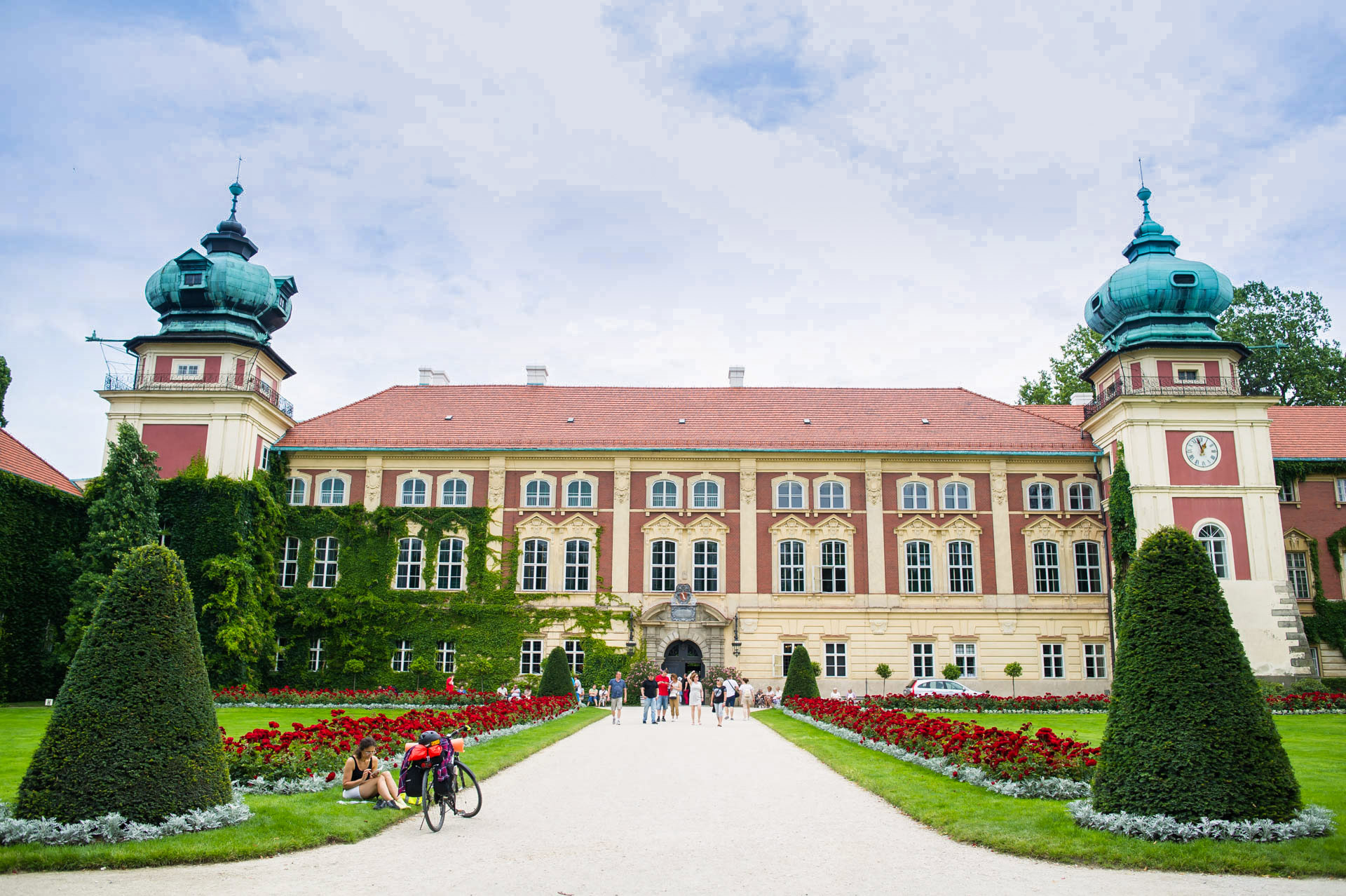
Schloss Łańcut
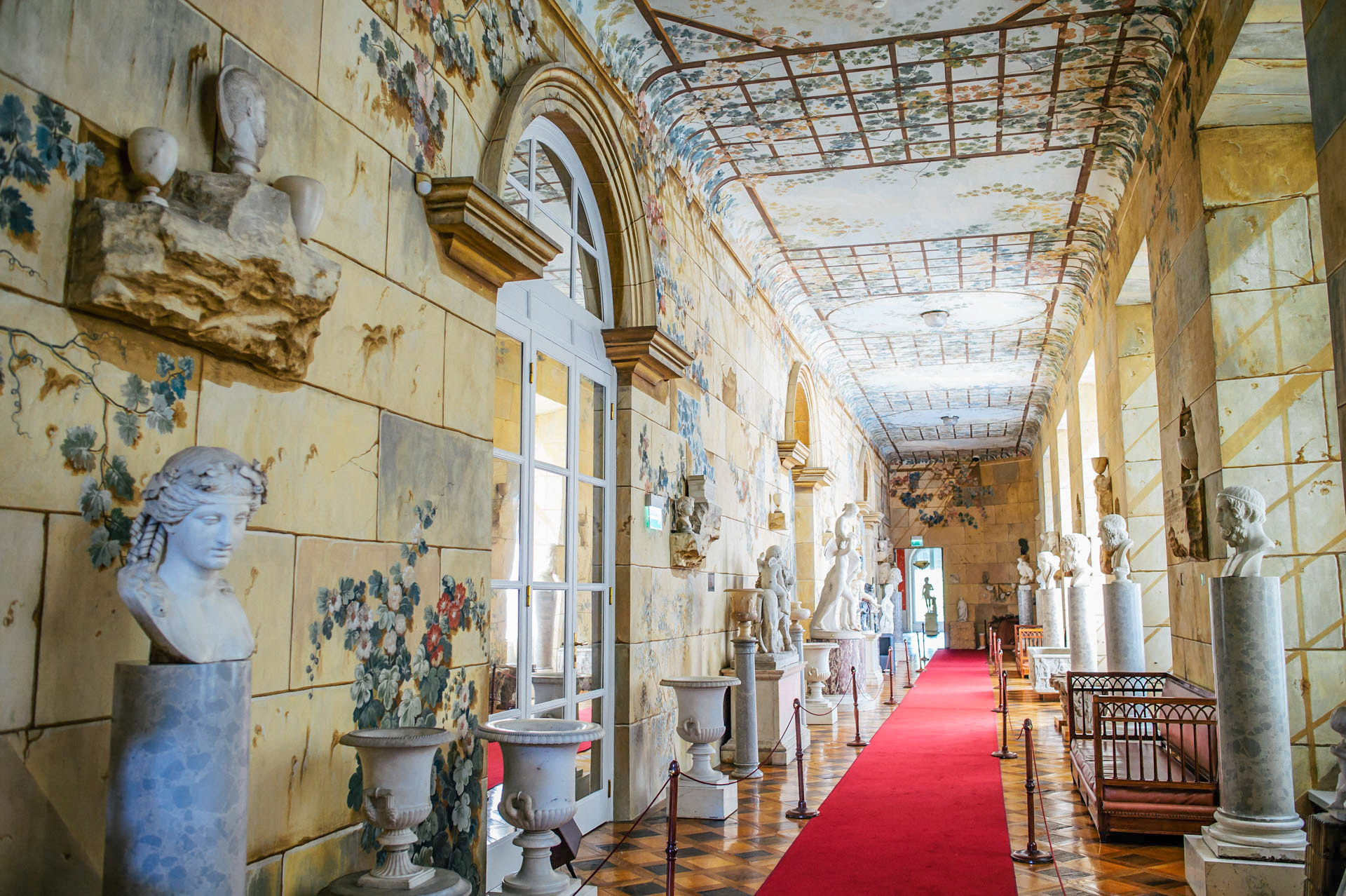
Schloss Łańcut
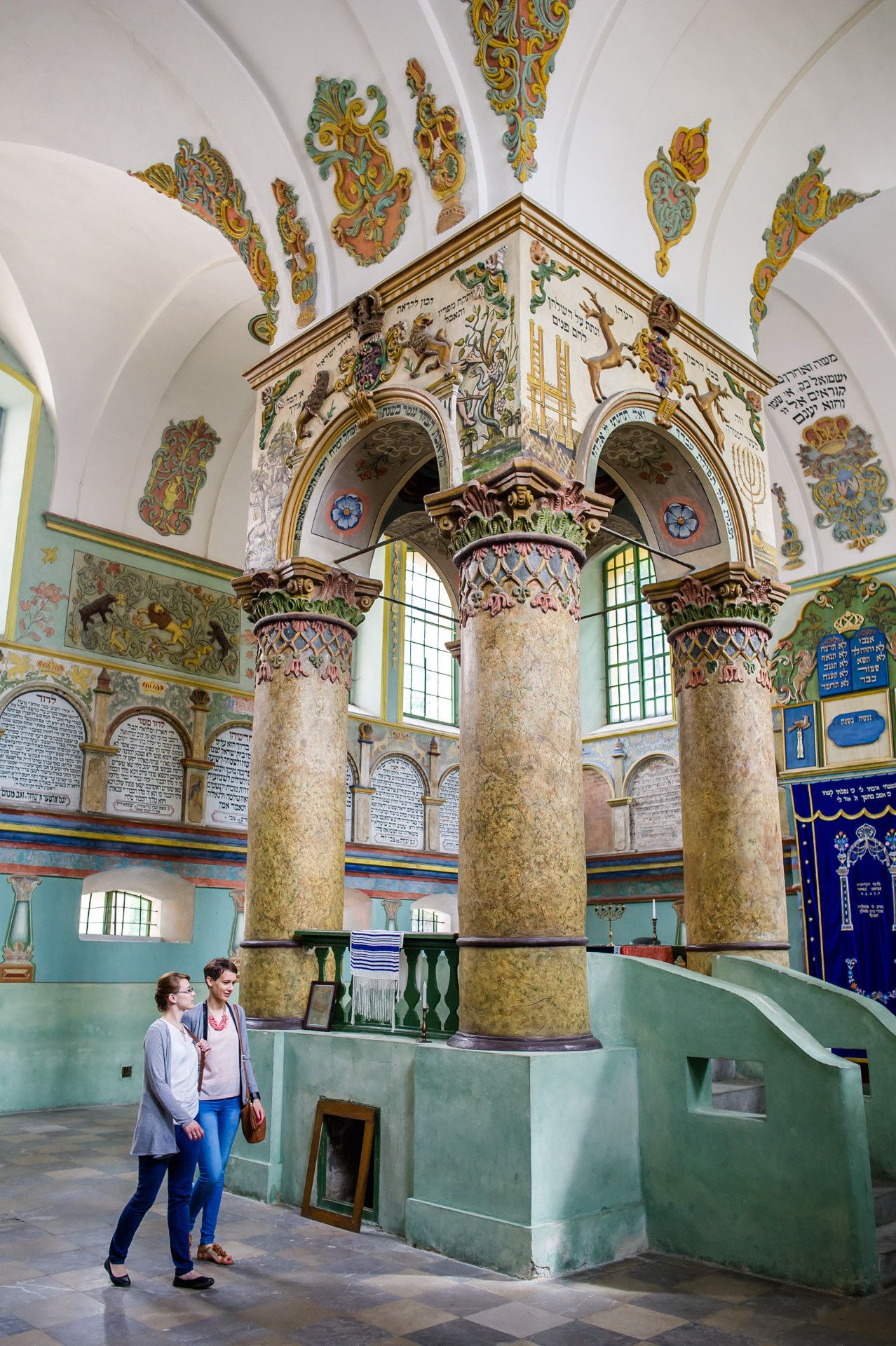
Synagoge Łańcut